# Baule di Oxford
Il baule di Oxford (o anche baule di Courtrai) è una cassa in legno di quercia di fattura medievale rinvenuta nel 1909 presso il New College di Oxford. Sulla parte anteriore del baule sono incise scene della battaglia di Courtrai e delle mattinate di Bruges, del periodo della guerra di Fiandra. Il baule è uno dei pochi reperti illustrati risalenti a quel periodo e illustranti le relative vicende. Le misure frontali sono 107 cm per 71 cm. 
Ora è esposto ad Oxford, presso l'Ashmolean Museum.
L'autore è sconosciuto, sebbene si ritenga che si tratti di un fiammingo grazie ai dettagli delle scene, eventi cui egli ha probabilmente partecipato.

## Scene

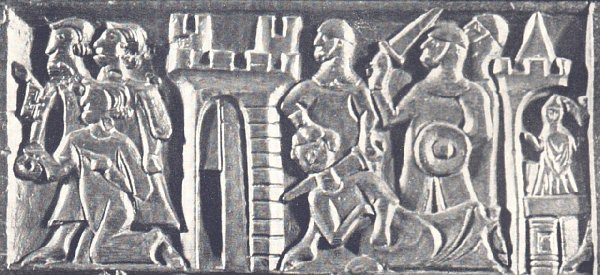
Storia delle Mattinate di Bruges
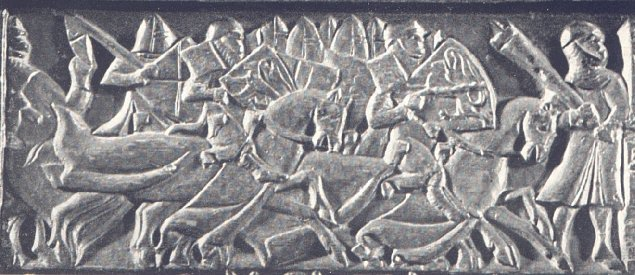
Arrivo di Guido di Namur e di Guglielmo di Juliers a Bruges
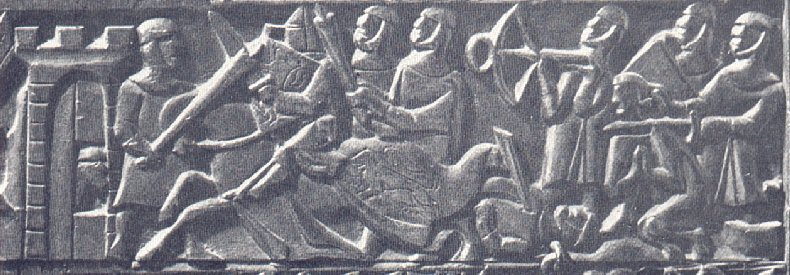
Assedio del castello di Wijnendale
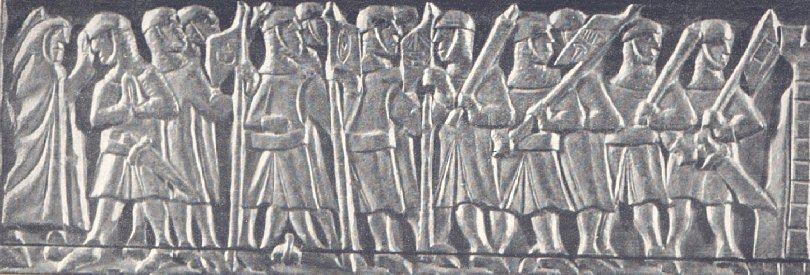
Schieramento delle truppe cittadine in battaglia
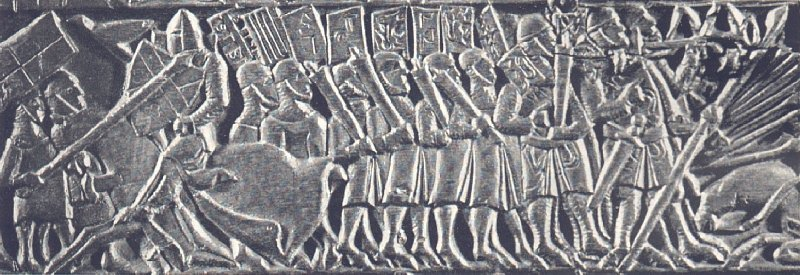
Lo schieramento delle truppe fiamminghe durante la battaglia degli speroni d'oro (o di Courtrai)
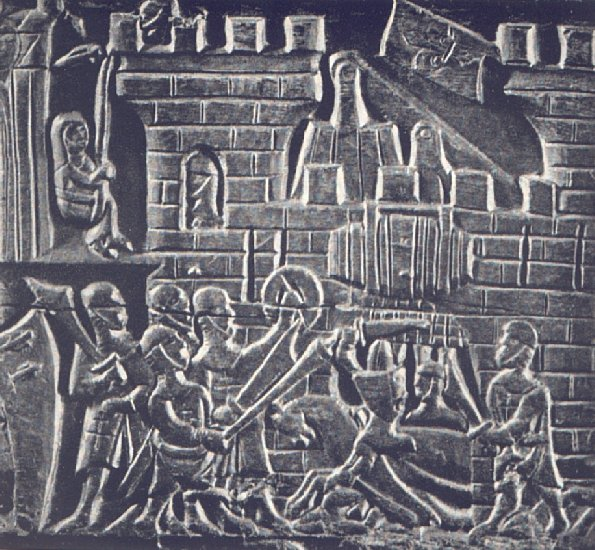
L'attacco della guarnigione francese a Courtrai
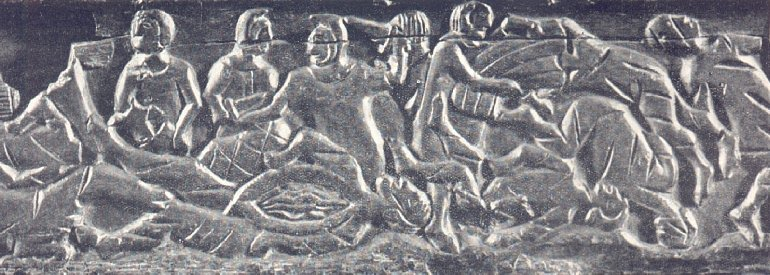
Raccolta degli stivali: gli speroni d'oro.